# Canton d'Argentan-1
Le canton d'Argentan-1 est une circonscription électorale française du département de l'Orne créée par le décret du 25 février 2014 et entrée en vigueur lors des premières élections départementales suivant la publication du décret.

## Histoire
Un nouveau découpage territorial de l'Orne entre en vigueur à l'occasion des élections départementales de 2015. Il est défini par le décret du 25 février 2014, en application des lois du 17 mai 2013 (loi organique 2013-402 et loi 2013-403). Les conseillers départementaux sont, à compter de ces élections, élus au scrutin majoritaire binominal mixte. Les électeurs de chaque canton élisent au Conseil départemental, nouvelle appellation du Conseil général, deux membres de sexe différent, qui se présentent en binôme de candidats. Les conseillers départementaux sont élus pour 6 ans au scrutin binominal majoritaire à deux tours, l'accès au second tour nécessitant 12,5 % des inscrits au 1er tour. En outre la totalité des conseillers départementaux est renouvelée. Ce nouveau mode de scrutin nécessite un redécoupage des cantons dont le nombre est divisé par deux avec arrondi à l'unité impaire supérieure si ce nombre n'est pas entier impair, assorti de conditions de seuils minimaux. Dans l'Orne, le nombre de cantons passe ainsi de 40 à 21.
Le canton d'Argentan-1 est formé de communes des anciens cantons d'Argentan-Est (4 communes), de Trun (3 communes), d'Argentan-Ouest (5 communes), de Mortrée (4 communes fusionnées en une seule le 1er janvier 2015) et de Putanges-Pont-Écrepin (2 communes) et d'une fraction de la commune d'Argeantan. Il est entièrement inclus dans l'arrondissement d'Argentan. Le bureau centralisateur est situé à Argentan.

## Représentation
| Période élective | Période élective | Mandat | Mandat   | Identité          | Nuance | Nuance | Qualité |
| ---------------- | ---------------- | ------ | -------- | ----------------- | ------ | ------ | --- |
| 2015             | 2021             | 2015   | 2021     | Brigitte Gasseau  |        | DVG    | Adjointe territoriale Maire de Sévigny                                                                                  |
| 2015             | 2021             | 2015   | 2021     | Frédéric Leveillé |        | PS     | Professeur de lycée professionnel Maire d'Argentan (depuis 2019) Ancien conseiller général d'Argentan-Ouest (2011-2015) |
| 2021             | 2028             | 2021   | en cours | Brigitte Gasseau  |        | DVG    | Maire de Sévigny |
| 2021             | 2028             | 2021   | en cours | Frédéric Leveillé |        | PS     | Maire d'Argentan |

### Résultats détaillés

#### Élections de mars 2015
À l'issue du 1er tour des élections départementales de 2015, trois binômes sont en ballottage : Brigitte Gasseau et Frédéric Leveillé (Union de la Gauche, 40,48 %), Brigitte Choquet et Jean-Pierre Fontaine (UMP, 26,61 %) et Alexandre Guitet et Pauline Nivaggioli (FN, 24,57 %). Le taux de participation est de 55,87 % (5 250 votants sur 9 396 inscrits) contre 54,04 % au niveau départemental et 50,17 % au niveau national.
Au second tour, Brigitte Gasseau et Frédéric Leveillé (Union de la Gauche) sont élus avec 48,74 % des suffrages exprimés et un taux de participation de 57,38 % (2 496 voix pour 5 391 votants et 9 395 inscrits).

#### Élections de juin 2021
Le premier tour des élections départementales de 2021 est marqué par un très faible taux de participation (33,26 % au niveau national). Dans le canton d'Argentan-1, ce taux de participation est de 34,54 % (3 195 votants sur 9 251 inscrits) contre 34,53 % au niveau départemental. À l'issue de ce premier tour, deux binômes sont en ballottage : Brigitte Gasseau et Frédéric Leveillé (Union à gauche, 83,2 %) et Georges Beucher et Annie Denolle (Union à gauche, 16,8 %).
Le second tour des élections est marqué une nouvelle fois par une abstention massive équivalente au premier tour. Les taux de participation sont de 34,36 % au niveau national, 34,27 % dans le département et 34,56 % dans le canton d'Argentan-1. Brigitte Gasseau et Frédéric Leveillé (Union à gauche) sont élus avec 84,94 % des suffrages exprimés (2 352 voix pour 3 196 votants et 9 247 inscrits),,.

## Composition
Lors du redécoupage de 2014, le canton d'Argentan-1 comprenait dix-huit communes et une fraction de la commune d'Argentan.
À la suite de la création des communes nouvelles de Boischampré au 1er janvier 2015, d'Écouché-les-Vallées au 1er janvier 2016 et au 1er janvier 2018, ainsi qu'au décret du 5 mars 2020 rattachant entièrement cette dernière au canton de Magny-le-Désert, le canton comprend désormais quatorze communes entières et une fraction.
| Nom                              | Code Insee | Intercommunalité             | Superficie (km2) | Population (dernière pop. légale)               | Densité (hab./km2) | Modifier                                    |
| -------------------------------- | ---------- | ---------------------------- | ---------------- | ----------------------------------------------- | ------------------ | ------------------------------------------- |
| Argentan (bureau centralisateur) | 61006      | CC Terres d'Argentan Interco | 18,18            | Fraction : 7 872 (2022) Commune : 13 494 (2022) | 742                | modifier les données · modifier les données |
| Aunou-le-Faucon                  | 61014      | CC Terres d'Argentan Interco | 6,69             | 247 (2022)                                      | 37                 | modifier les données · modifier les données |
| Boischampré                      | 61375      | CC Terres d'Argentan Interco | 46,40            | 1 173 (2022)                                    | 25                 | modifier les données · modifier les données |
| Brieux                           | 61062      | CC Terres d'Argentan Interco | 5,17             | 89 (2022)                                       | 17                 | modifier les données · modifier les données |
| Commeaux                         | 61114      | CC Terres d'Argentan Interco | 6,38             | 149 (2022)                                      | 23                 | modifier les données · modifier les données |
| Juvigny-sur-Orne                 | 61212      | CC Terres d'Argentan Interco | 3,30             | 119 (2022)                                      | 36                 | modifier les données · modifier les données |
| Montabard                        | 61283      | CC Terres d'Argentan Interco | 10,97            | 284 (2022)                                      | 26                 | modifier les données · modifier les données |
| Moulins-sur-Orne                 | 61298      | CC Terres d'Argentan Interco | 9,14             | 309 (2022)                                      | 34                 | modifier les données · modifier les données |
| Nécy                             | 61303      | CC Terres d'Argentan Interco | 7,80             | 526 (2022)                                      | 67                 | modifier les données · modifier les données |
| Occagnes                         | 61314      | CC Terres d'Argentan Interco | 15,56            | 673 (2022)                                      | 43                 | modifier les données · modifier les données |
| Ri                               | 61349      | CC Terres d'Argentan Interco | 7,39             | 157 (2022)                                      | 21                 | modifier les données · modifier les données |
| Rônai                            | 61352      | CC Terres d'Argentan Interco | 5,40             | 180 (2022)                                      | 33                 | modifier les données · modifier les données |
| Sai                              | 61358      | CC Terres d'Argentan Interco | 5,04             | 227 (2022)                                      | 45                 | modifier les données · modifier les données |
| Sarceaux                         | 61462      | CC Terres d'Argentan Interco | 10,77            | 1 047 (2022)                                    | 97                 | modifier les données · modifier les données |
| Sévigny                          | 61472      | CC Terres d'Argentan Interco | 7,67             | 309 (2022)                                      | 40                 | modifier les données · modifier les données |
| Canton d'Argentan-1              | 6104       |                              |                  | 13 361 (2022)                                   |                    | modifier les données                        |

La partie de la commune d'Argentan intégrée dans le canton est celle située à l'ouest d'une ligne définie par l'axe des voies et limites suivantes : depuis la limite territoriale de la commune de Sai, cours du bras principal de l'Orne, avenue de la Forêt-Normande, boulevard du Général-de-Gaulle, place Mahé, place du Docteur-Couinaud, rue Wladimir-Martel, rue Fontaine, rue du 104e-Régiment-d'Infanterie, rue des Rédemptoristes, rue Jacques-Gabriel, rue Jeanne-d'Arc, rue Mézerette, avenue de Paris, place des Trois-Croix, rue des Petits-Fossés (route départementale 926), rue des Maisons-Bruneaux, route de Sévigny, jusqu'à la limite territoriale de la commune de Sévigny.

## Démographie
En 2022, le canton comptait 13 361 habitants, en évolution de −1,61 % par rapport à 2016 (Orne : −3,21 %, France hors Mayotte : +2,11 %).
| 2013   | 2018   | 2022   |
| ------ | ------ | ------ |
| 13 432 | 13 521 | 13 361 |